# Uellendahl-West
Uellendahl-West [ˈʏlən-] ist eines von sieben Wohnquartieren des Wuppertaler Stadtbezirks Uellendahl-Katernberg und gehört zum Gebiet der alten Stadt Elberfeld. Es umfasst den westlichen Teil des alten Stadtteils Uellendahl.

## Geografie
Das 2,61 km² große Wohnquartier wird im Westen durch die Straßen Vogelsangstraße, Wilhelm-Raabe-Weg, den Bach Eschenbeek und die Bremer Straße, im Süden durch die Bundesautobahn 46 und die alte Elberfelder/Barmer Stadtgrenze auf dem Höhenzug Stübchensberg, im Osten durch die Straßen Röttgen, In den Siepen und Sonnenblume und im Norden durch den Woltersberg begrenzt.
Im Uhrzeigersinn umgeben das Wohnquartier die Quartiere Uellendahl-Ost, Siebeneick, Nevigeser Straße, Nordstadt, Ostersbaum und Clausen.
Parallel zum Mirker Bach durchquert die Landesstraße 70 das Wohnquartier. In diesem Bereich befinden sich umfangreiche Gewerbeansiedlungen, darunter zahlreiche Autohäuser und Verbrauchergroßmärkte.
Der Norden im Bereich Untenrohleder ist ländlich geprägt oder bewaldet. Grünanlagen sind der Mirker Hain und mehrere Kleingartenanlagen. Im Süden liegt der Jüdische Friedhof am Weinberg. Zu der Infrastruktur zählen die Kliniken St. Antonius Vogelsangstraße (ehemalige Landesfrauenklinik), ein Hallenbad und mehrere Schulen.